# Preben Larsen (vận động viên)
Preben Larsen (7 tháng 9 năm 1922 – 12 tháng 11 năm 1965) là một vận động viên điền kinh người Đan Mạch. Ông thi đấu ở môn Nhảy xa ba bước cho đội tuyển điền kinh Đan Mạch tại hai kỳ Thế vận hội Mùa hè 1948 và 1952.